# Pitcairnia bifrons
Pitcairnia bifrons är en gräsväxtart som först beskrevs av John Lindley, och fick sitt nu gällande namn av Robert William Read. Pitcairnia bifrons ingår i släktet Pitcairnia och familjen Bromeliaceae. Inga underarter finns listade i Catalogue of Life.

## Bildgalleri

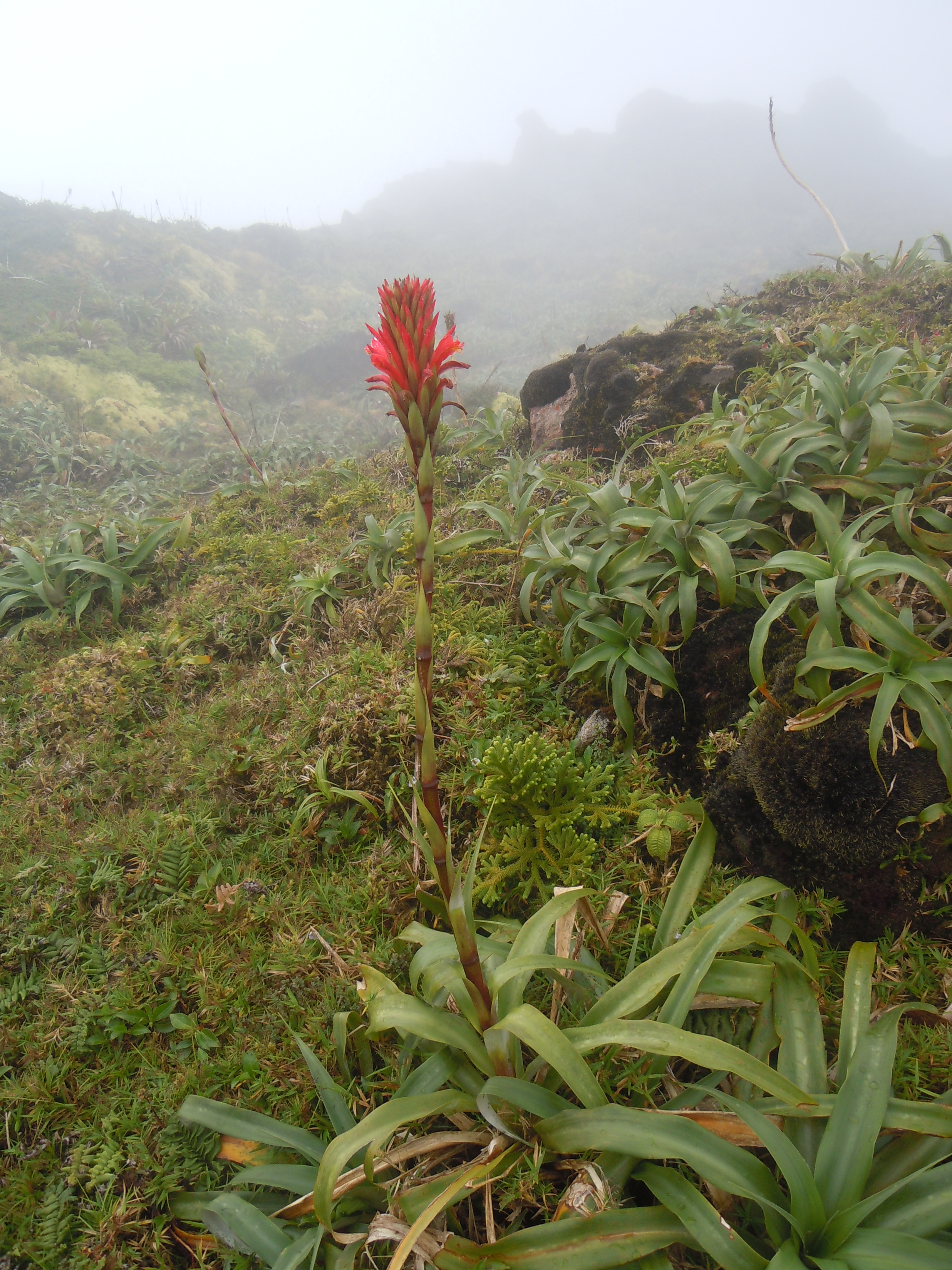
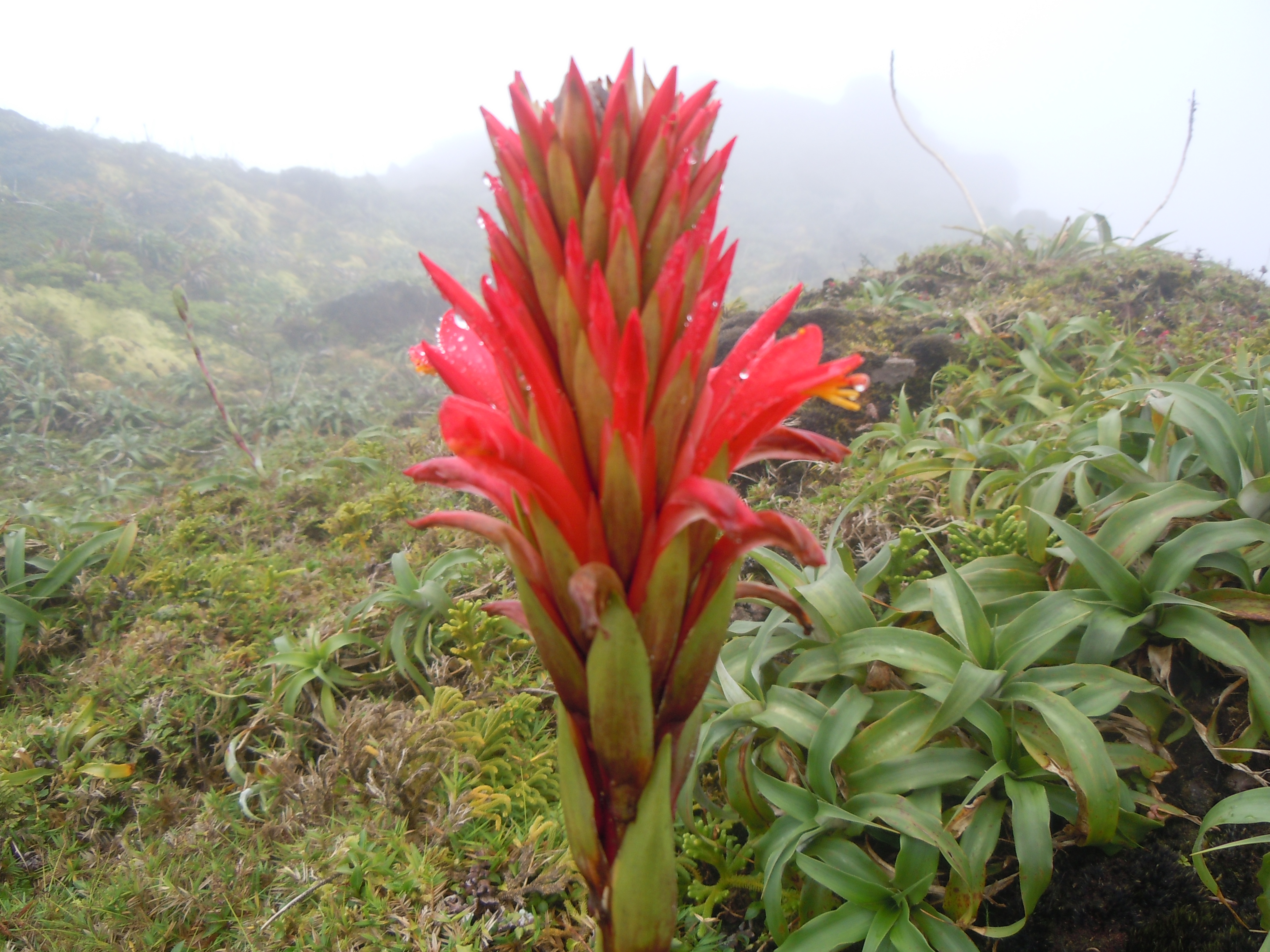
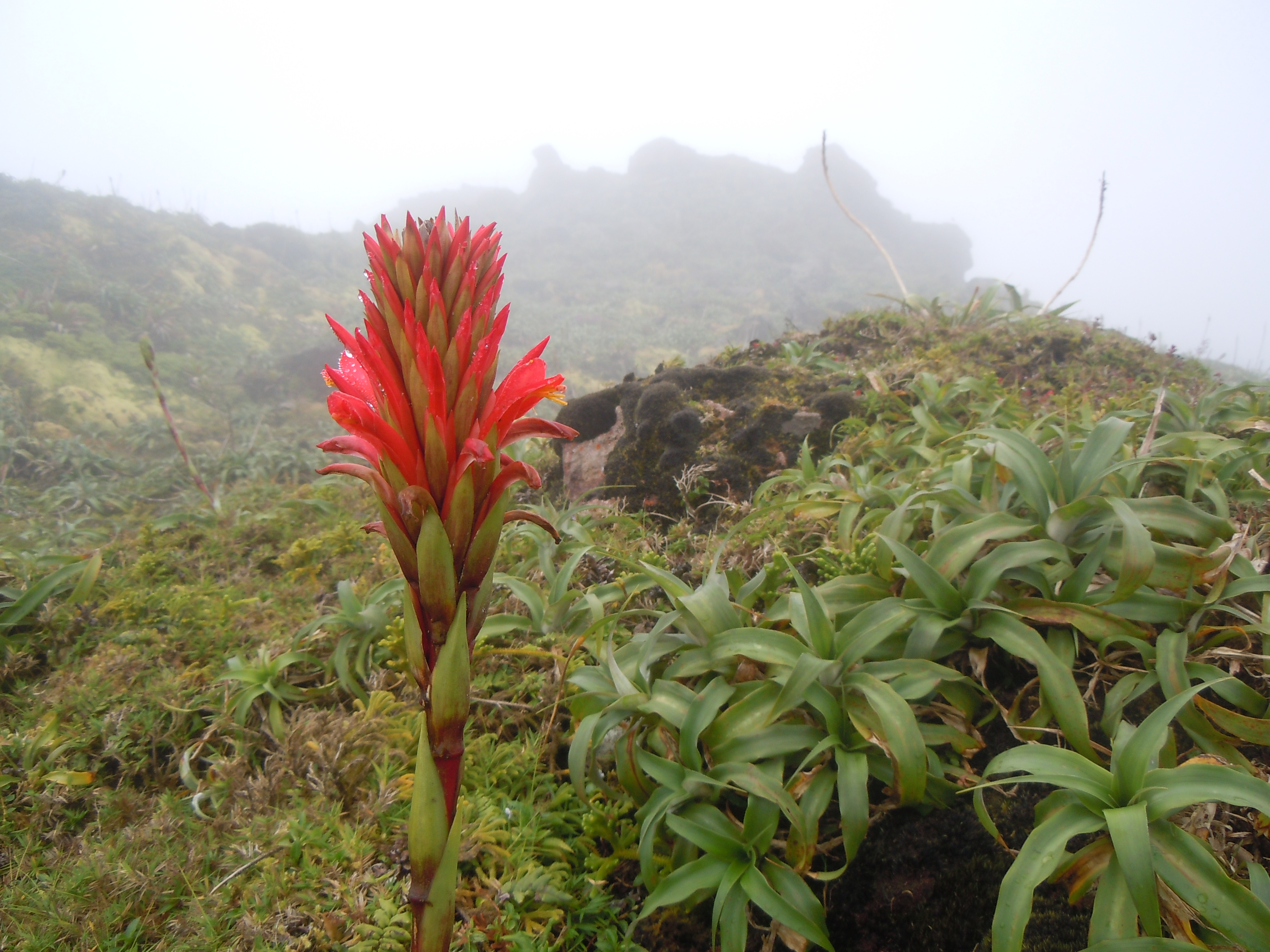